# Райвен, Мэрион
Мэрион Элис Райвен (норв. Marion Ravn, англ. Marion Raven) — норвежская автор-исполнитель. Вместе с Марит Ларсен являлась участницей ныне распавшегося дуэта M2M.
Позднее Райвен подписала индивидуальный контракт с лейблом Atlantic Records, в котором предусматривался релиз в 2005 году её дебютного сольного альбома «Here I Am».
В 2006 году Райвен подписала контракт с инди-лейблом Eleven Seven Music.
В 2007 году перевыпустила дебютный альбом с несколькими новыми песнями, озаглавив его «Set Me Free».
В 2012 Мэрион начала работу над производством своего второго альбома с названием «Songs from a Blackbird», который вышел на её родине, в Норвегии, 8 апреля 2013 года.
Райвен написала композиции для других исполнителей, таких как Пикси Лотт. Она также выполнила озвучивание для норвежской версии фильма Рапунцель: Запутанная история.
В 2013 году на своё 29-летие Райвен вышла замуж за своего давнего друга, профессионального сноубордиста Андреаса Виига.

## Детство
Родилась 25 мая 1984 года в городке Лёренскуг вблизи Осло. Её отец Х. Райвен (H. Ravn), и её мама Р. Медхус (R. Medhus). У неё есть старший брат и две младшие сестры . Рэйвен начала петь с раннего детства, иногда писала песни, была взята в хор Церкви, в возрасте 5 лет.
В 7 лет она хотела стать частью хора Святого Лаврентия, который имеет множество исторических отсылок в Лёренскуг.
К 8 годам Рэйвен, начала играть на пианино и брать уроки балета.
В 1993 году она участвовала в мюзикле "Звук Музыки" ("Sound of Music"), спродюсированным Норвежским Бродвеем. Она записала детскую песню под названием
"Vettene Vinner" ("Веттене Победитель") совместно с музыкальной группой "Vettene", подразумевающим "маленькие тролли, что защищают природу".
В 10 лет, Рэйвен участвовала в спектаклях Багси Мэлоун The Wizard of Oz.
Позже участвовала в спектакле Шекспира Отелло, играя одного из детей.

## Сольная карьера

### Here I Am(2005)
Подписав контракт с Atlantic Records, Мэрион Райвен приступила к записи своего дебютного альбома. Она работала со шведскими композиторами и продюсерами: Максом Мартином и Рами, а также канадской певицей и автором песен Шанталь Кревязюк, и ее мужем Рейном Майду с 2003 по 2005 год.
Сначала звукозаписывающая компания не была уверена в том, что Мэрион перейдет на больший рок-образ и более личный стиль написания песен. Райвен пришлось бороться, чтобы записывать свою музыку, рок-музыку с поп-элементом. В результате 14 композиций, в том числе 2 бонусных трека, усовершенствовались рок/поп звучанием, после чего вышел альбом "Here I Am". В альбоме видно преобразование Мэрион с исполнительницы candy-pop музыки M2M в более тоскливого, рок-ориентированного певца. Альбом был выпущен в Скандинавии, Японии, Латинской Америке и Юго-Восточной Азии.
Он содержит три сингла: "End of Me", "Break You" и "Here I Am". "Break You" удерживал рекорд продаваемого сингла исполнительницы на международном уровне.
Все три сингла были успешными в азиатских странах, где певица провела тур в поддержку альбома, который был выпущен в родной стране Мэрион 10 августа 2005. M2M и международный успех Впервые прославилась в Норвегии в дуэте М2М с Мэрит Ларсен. Но М2М распался в сентябре 2002 и Atlantic records предложил Мэрион контракт на сумму миллион долларов для записи сольного альбома. Рэйвен, также записала песню We are W.I.T.C.H. для телевизионного сериала Чародейки.

### Set Me Free(2006-2007)
В начале 2006 года было объявлено, что Мэрион разорвала контракт с Atlantic Records из-за "художественных разногласий". Позже подтвердилось, что певица подписала контракт с инди-лейблом Eleven Seven Music, который был создан под ее руководством 10th Street Entertainment.
Позже певица исполнила дуэт с рок-музыкантом Митом Лоуфом: песню "It's All Coming Back To Me Now", которая была выпущена в качестве ведущего сингла с десятого студийного альбома исполнителя "Bat Out of Hell III: The Monster Is Loose" в октябре 2006 года . Трек достиг первого места в Норвегии и вошел в десятку лучших в Германии и Великобритании. В феврале 2007 года Райвен присоединилась к Лоуфу в большом туре по Канаде и Европе.
Позже Райвен подтвердила, что ее новый альбом будет содержать новые и старые треки с ее норвежского дебюта, а также перезаписаны треки, такие как "Heads Will Roll", получивший поддержку американского музыканта Никки Сикса и был выпущен в качестве мини-альбома в октябре 2006 года. 
К выходу альбома "Set Me Free" в марте 2007 года Мэрион гастролировала по Нидерландам, Германии и Великобритании. Позже певица отправилась в еще один рекламный тур по Великобритании и выступала в британских школах. В период с июля по август, она стала выступать в поддержку альбома американской певицы Пинк "I'm Not Dead" в Германии.
Новый альбом был выпущен в июне 2007 года и содержал два сингла: "Falling Away" и переиздание предыдущего сингла "Break You" с дебютного альбома.
Songs from a Blackbird (2012–2014)
Исполнительница выпустила сингл "Colors Turn to Grey" в марте 2012 года и заявила в октябре 2012 года, что работает над материалом для нового альбома. В марте 2013 года Мэрион выпустила сингл "The Minute" из своего альбома "Songs from A Blackbird", который был выпущен 5 апреля 2013 в Норвегии. Будучи ее первым альбомом за восемь лет, "Songs from A Blackbird" сумел достичь 3 места в чарте Норвегии. В 2013 состоялся тур по Норвегии в поддержку альбома.
Scandal Vol. 1 и Scandal Vol. 2
В январе 2014 года Мэрион объявила о планах записать свой третий студийный альбом после подписания контракта с Sony Music. Название альбома было объявлено позднее как "Scandal", а дата выхода была назначена на сентябрь 2014 года. Позже альбом был разделен на две части: Scandal Vol. 1 (22 сентября 2014) и Scandal Vol. 2 (2 февраля 2015).

## Дискография

### Альбомы в составе дуэта M2M
- 1996: Marit & Marion synger kjente barnesanger
- 2000: Shades of Purple
- 2002: The Big Room
- 2003: The Day You Went Away: The Best of M2M

### Студийные альбомы
- Here I Am (2005)
- Heads Will Roll (2006)
- Set Me Free (2007)
- Songs from a Blackbird (2013)
- Scandal, Vol. 1 (2014)
- Scandal, Vol. 2 (2015)

### Синглы
| Год                | Композиция                | Выпущенный под именем | Места в чартах | Места в чартах         | Альбом |                            |   |   |           |
| ------------------ | ------------------------- | --------------------- | -------------- | ---------------------- | ------ | -------------------------- | - | - | --------- |
| Год                | Композиция                | Выпущенный под именем | 2005           | "End of Me"            | Альбом | Marion Raven / Marion Ravn | – | – | Here I Am |
| "Break You"        | 9                         | 51                    | 2005           |                        |        | Marion Raven / Marion Ravn |   |   | Here I Am |
| "Here I Am"        | 20                        | –                     | 2005           |                        |        | Marion Raven / Marion Ravn |   |   | Here I Am |
| "Little by Little" | –                         | –                     | 2005           |                        |        | Marion Raven / Marion Ravn |   |   | Here I Am |
| 2006               | "Heads Will Roll"         | –                     | –              | Heads Will Roll EP     |        | Marion Raven / Marion Ravn |   |   |           |
| 2007               | "Falling Away"            | –                     | –              | Set Me Free            |        | Marion Raven / Marion Ravn |   |   |           |
| 2007               | "Break You" (переиздание) | –                     | –              | Set Me Free            |        | Marion Raven / Marion Ravn |   |   |           |
| 2010               | "Flesh and Bone"          | –                     | –              | Nevermore              |        | Marion Raven / Marion Ravn |   |   |           |
| 2010               | "Found Someone"           | –                     | –              | Nevermore              |        | Marion Raven / Marion Ravn |   |   |           |
| 2012               | "Colors Turn to Grey"     | –                     | –              | Songs from a Blackbird |        | Marion Raven / Marion Ravn |   |   |           |
| 2013               | "The Minute"              | –                     | –              | Songs from a Blackbird |        | Marion Raven / Marion Ravn |   |   |           |
| 2013               | "Driving"                 | –                     | –              | Songs from a Blackbird |        | Marion Raven / Marion Ravn |   |   |           |
| 2014               | "In Dreams"               | –                     | –              | Scandal, Vol.1         |        | Marion Raven / Marion Ravn |   |   |           |
| 2014               | "You'll Get Up Again"     | –                     | –              | Scandal, Vol.1         |        | Marion Raven / Marion Ravn |   |   |           |
| 2015               | "Better Than This"        | –                     | –              | Scandal, Vol.2         |        | Marion Raven / Marion Ravn |   |   |           |
| 2015               | "Kicks In"                | –                     | –              | Scandal, Vol.2         |        | Marion Raven / Marion Ravn |   |   |           |

## Сайты
- Marion Raven Official Site
- Marion Raven 2U Website
- Marion Raven at MySpace